# 中国人民解放军联勤保障部队第九八五医院
37°51′19″N 112°34′20″E / 37.85533°N 112.57228°E
中国人民解放军联勤保障部队第九八五医院，位于山西省太原市迎泽区桥东街30号，隶属郑州联勤保障中心，为综合性三级甲等医院。

## 简介
中华人民共和国成立前，山西省太原市有一家阎锡山的军队医院——“三六医院”，主要收治在山西省的国民政府中央军伤病员。1949年4月24日，中国人民解放军取得太原战役胜利，攻占太原；当天，太行、太岳、晋绥等解放区医院的联合接管组接管了三六院，合并为太原市唯一的军队医院——山西省军区直属医院。当时该院仅有内科、外科、五官科共3个科室。1950年底，一批日本籍医务人员来到该医院工作，他们是1945年中国抗日战争胜利后被进入中国东北的中国人民解放军留用的原日本关东军医院人员。1950年底因抗美援朝战争爆发，中华人民共和国政府将一批日本籍医务、技术人员从东北转移至华北、西北等地，其中数十位日本籍医务人员从东北调到山西省太原市的山西省军区直属医院及太原铁路医院。不久该院增建了科室，更名为山西省军区分科医院。1952年秋，中华人民共和国政府把在华的日本籍人员遣返回国，1952年9月8日该医院日本籍医务人员在回国前与医院中国籍人员合影留念（题为“中日医务工作者离别合影留念”）。后来该医院更名为中国人民解放军第二六四医院。
1996年12月，第二六四医院被中国人民解放军总后勤部卫生部批准为三级甲等医院。截至2014年，是中国人民解放军第三军医大学、山西医科大学、中国人民解放军白求恩军医学院、山西中医学院、长治医学院等院校的教学医院；医院设有3个医学专科中心（创伤骨科研究诊疗中心、医学信息技术中心、优生优育技术中心）、3个医学专病中心（风湿病诊疗中心、外周血管疾病诊疗中心、消化内镜诊疗中心）、6个重点诊疗中心（烧伤整形诊疗中心、肝病诊疗中心、心脑血管介入诊疗中心、普外微创诊疗中心、肿瘤诊疗中心、口腔数字化诊疗中心），是全军远程医疗会诊中心及卫生信息技术培训基地。
2016年，在深化国防和军队改革中，医院由中国人民解放军北京军区转隶中国人民解放军中部战区陆军。是山西省驻地最大的部队中心医院。
2018年，更名中国人民解放军联勤保障部队第九八五医院，转隶郑州联勤保障中心。

## 历任领导
| 院长 …… - 何振波（？—？） …… - 潘书文（2004年5月—？） …… - 房树志（？—） | 政治委员 …… - 乔兴基（？—？） …… - 乔红新（？—？） - 张耀军（？—？） - 赵景岗（？—） |